# Nuncia townsendi
Nuncia townsendi är en spindeldjursart som beskrevs av Forster 1962. Nuncia townsendi ingår i släktet Nuncia och familjen Triaenonychidae. Inga underarter finns listade i Catalogue of Life.